# Giugliano (stacja metra)
Giugliano – stacja metra w Neapolu, na Linii 11 (tęczowej).
Stacja znajduje się na Via Colonne w Giugliano in Campania, gminie w prowincji Neapol.
Stacja została otwarta 24 kwietnia 2009.

## Historia
Prace nad odcinkiem, który obejmuje stację Giugliano, rozpoczęły się 20 maja 2003 roku. Stacja została zaprojektowana w 2006 roku. Weszła do użytku 24 kwietnia 2009 roku wraz z odcinkiem Mugnano-Aversa Centro.
Początkowo była zarządzana przez MetroCampania NordEst, które w 2012 roku zostało włączone do Ente Autonomo Volturno.